# 拉美專案
拉美專案，為中華民國外交部在2004年執行的外交專案，主要內容為為了鞏固和巴拿馬的邦交，號稱提供新任總統馬丁·杜里荷2,000萬美元的政治獻金。

## 專案預算
1. 已知2,000萬美金

## 專案績效
- 2004年，原本巴拿馬揚言2個月內與中華民國斷交、但沒有發生，成功挽回邦交國。
- 2005年，在尼加拉瓜舉行的台灣和中美洲元首高峰會，巴拿馬總統馬丁現身，與扁舉行雙邊會談。

## 外部連結
- 下波鎖定外交貪瀆 醫和專案、拉美專案是重點